# 米爾克里克 (阿肯色州波普縣)
米爾克里克（英語：Mill Creek）是位於美國阿肯色州波普縣的一個非建制地區。該地的面積和人口皆未知。

## 地理
米爾克里克的座標為35°19′23″N 93°12′16″W / 35.32306°N 93.20444°W，而該地的平均海拔高度為105米（即344英尺）。